# Монастир святого Володимира Великого (Херсон)
Монастир святого Володимира Великого — монастир чину Василіян Української греко-католицької церкви в Херсоні.

## Історія обителі

### Монастирський комплекс
Греко-католицька громада Херсона організувалася на початку 1990-х років. На той час не мала ні священика, ні церкви, тому миряни відвідували чинні місцеві храми.
На початку 1993 року організована херсонська УГКЦ громада звернулася з проханням до отців Василіян про душпастирську опіку. У травні з благословення Глави УГКЦ Блаженнішого Мирослава Івана Любачівського до міста прибув ієромонах Ісидор (Гончар).

Зберігся лист о. Ісидора від 1 червня 1994 року, в якому він так описує свої перші душпастирські дні: 
«В самому Херсоні громада вже була зареєстрована і цілий рік чекала на священника. Тут я відправляв Служби Божі спочатку в приміщенні міського шахового клубу, але за оренду залу приходилось платити великі гроші, і ми перейшли у підвальне приміщення, де збиралося Херсонське відділення Народного Руху України».
Згодом привезли з провінційного дому п'ять пересувних вагончиків, і розташували на околиці місця, де влада виділила земельну ділянку під монастир і церкву. В одному вагончику жили кандидати, які виявили бажання вступити до чину. З другого вагончика зробили капличку, де відправляється богослужіння. Третій вагончик обладнаний під кухню. З двох інших роблять більшу капличку — їх поставлено по краях, всередині зроблено обшивку, щоби в такому приміщенні могло збиратися до 80 — 100 осіб. Приходять люди переважно по неділях і святах, і стільки, скільки, власне, й може вмістити вагончик. 1994 року місцева влада виділила громаді 1,3 га землі по вул. 200-ліття Херсона, 53 (частина колишнього аеродрому) для будівництва монастирського комплексу. Отець Ісидор (ЧСВВ), бр. Василь Данищук (ЧСВВ) власноруч із вагончиків будували та оздоблювали тимчасову споруду монастиря св. Володимира Великого, поки архітектори розробляли проект майбутнього монастирського комплексу. Також, на базі монастиря планувалося створення молодіжного центру та студії декоративно-ужиткового мистецтва. Згодом, проект було переглянуто, а будівництво відтерміновано.
Отці-василіяни допомоглися від місцевої влади виділення земельної ділянки на околиці Херсона. Державний акт на право постійного користування землею посвідчував надання у постійне користування 1,3 га землі для будівництва церкви. Юридично монастир святого Володимира Великого Провінції Найсвятішого Спасителя в УГКЦ було зареєстровано лише 25 травня 1998 року. За Статутом, монастир створено з метою спільного сповідання християнської віри служіння за уставом святого Василія Великого.
29 вересня 1998 року на Генеральній консульти отримали згоду місцевого Екзарха Києво-Вишгородського, на основі приписів церковного права та Василіянських Конституцій надав дозвіл на заснування василіянської резиденції у Херсоні за адресою: проспект 200-ліття Херсона, 53. Таким чином зареєстрований монастир офіційно став першою василіянською спільнотою в Південній Україні. Попри парафіяльну діяльність у самому Херсоні ченцям-василіянам вдалося також організувати ще декілька громад, зокрема у селах Сонячному та Музиківці біля Херсона, в селі Зміївка Бериславського району та в сусідній Миколаївській області — в селі Шевченкове Вітовського району (раніше — Жовтневий).

### Будівництво

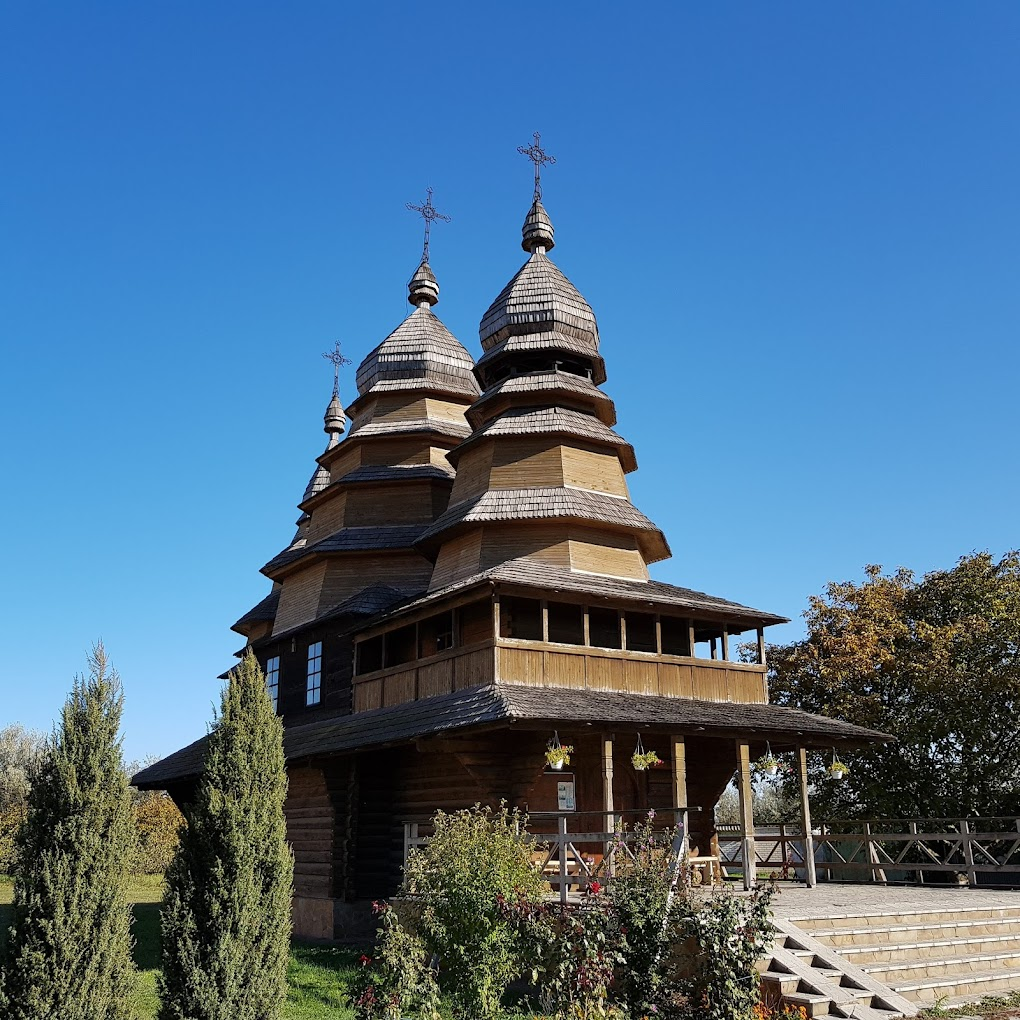
Церква св. Кирила та Мефодія

26 липня 2009 року посвяченням наріжного каменя розпочалося будівництво монастиря св. Володимира Великого. 6 грудня 2011 року Глава УГКЦ Святослав Шевчук у рамках візиту до Одесько-Кримського екзархату під час Божественної Літургії у Херсоні посвятив василіянський монастир святого Володимира, а також освятив хрести та бані нового храму святого Володимира Великого. 29 березня 2012 року п'ять бань та хрестів було встановлено на церкві.

А вже 2 травня 2015 року, Предстоятель УГКЦ у присутності численного духовенства і вірних освятив храм святого Володимира Великого. 
«Цей храм збудований з любов'ю до людей Херсонщини і для майбутнього України», — наголосив Блаженніший Святослав у слові в день освячення храму.

### Церква святих Кирила і Мефодія
2007 — з села Крилос Галицького району Івано-Франківської області з ініціативи отців василіян до Херсона привезли в розібраному вигляді дерев'яну церкву. На місці церкву збирали 4 робітників впродовж двох місяців. Вона змайстрована з дуба та смереки й покрита ґонтами (16 тисяч деталей, ручне виготовлення). 3 червня 2007 року храм було освячено в честь рівноапостольних Кирила та Мефодія.
Церква св. Кирила та Мефодія — сучасна реконструкція храму XVI ст. Вид — українська дерев'яна архітектура, стиль — галицький. Це перший та єдиний представник дерев'яної архітектури в Херсоні. Церква розташована на території монастиря.